# 歧囊并殖吸虫
歧囊并殖吸虫（学名：Paragonimus divergens）为并殖科并殖属的动物。在中国大陆，分布于四川彭县及西部地区等地，营寄生生活，终末宿主实验动物幼犬及大白鼠（均非最适宜的终末宿主）以及寄生于肺脏。